# ТЕС-СЕС Дуба
27°45′36″ пн. ш. 35°26′30″ сх. д. / 27.76000° пн. ш. 35.44167° сх. д.
ТЕС-СЕС Дуба — теплова електростанція, що споруджується на північному заході Саудівської Аравії.
Головним об’єктом станції має бути парогазовий блок комбінованого циклу потужністю 550 МВт, у якому працюватимуть дві газові турбіни від компанії General Electric – типу 7F.05 та типу 7F.03, розраховані на використання конденсату та природного газу відповідно (за потреби, обидві турбіни також зможуть працювати на нафті). Відпрацьовані ними гази живитимуть два котла-утилізатора, що забезпечуватимуть роботу однієї парової турбіни. Паливна ефективність блоку має становити 59%.
Конденсат та природний газ мають надходити по системі Мід'ян – ТЕС Дуба.
Особливістю станції є використання інтегрованої сонячної термальної станції, дзеркала якої нагріватимуть теплоносій. Це дозволятиме провадити початковий підігрів води та продукувати за рахунок сонячної складової додаткові 50 МВт.
Видача продукції відбуватиметься по ЛЕП, розрахованим на роботу під напругою 132 кВ, 380 кВ та 420 кВ.
Реалізація проекту, запуск якого первісно планували на 2017 рік, відбувається із суттєвими затримками. В 2021-му повідомлялось, що готовність станції становить 95%, а у квітні 2023-го анонсували запуск проекту в третьому кварталі цього ж року.